# 桓虞
桓虞（？—？），字仲春，馮翊郡萬年縣人，東漢司徒。

## 生平
桓虞為東漢章帝時官員，早期任尚書僕射，能夠依法斷事，細密公正，後來擔任南陽郡太守。桓虞曾徵召前臨淮郡太守朱暉之子朱駢為郡吏，但朱暉卻寧願放棄自己兒子的仕途，而推薦亡友陳揖之子陳友，桓虞對於朱暉的情義相當嘆服。
建初四年五月甲戌（79年7月6日）桓虞被任命為司徒。元和二年（85年），武威郡太守孟雲上書章帝，奏稱匈奴指控漢室不遵和約，於邊境抄掠匈奴民眾，因此要求漢室歸還虜獲，否則將會起兵入侵。當時朝中大臣都認為夷狄狡詐，不必答允，太僕袁安則主張匈奴和親以來，都信守和約，所得虜獲都會歸還，而孟雲作為守邊大將，亦應該信守承諾，故此應將虜獲遣還匈奴，以顯中原之寬大。桓虞對於袁安的說法亦表示贊同。可是當時太尉鄭弘、司空第五倫都大力反對，鄭弘更向桓虞大叫：「所有主張要把虜獲歸還匈奴的，都是不忠之輩！」桓虞亦因而當廷喝叱鄭弘、第五倫及大鴻臚韋彪等人。結果章帝決定依從袁安的建議，將虜獲歸還予匈奴。
章和元年六月戊辰（87年7月18日）桓虞轉任光祿勳，由袁安接任司徒之職。永和二年（90年），由耿秉接任光祿勳之職。

## 備註
1. ↑  《後漢書·朱暉傳》：「暉又與同郡陳揖交善，揖早卒，有遺腹子友，暉常哀之。及司徒桓虞為南陽太守，召暉子駢為吏，暉辭駢而薦友。虞嘆息，遂召之。其義烈若此。」